# آیماق آلشا
آیماق آلشا (به مغولی: ᠠᠯᠠᠱᠠ ᠠᠶᠢᠮᠠᠭ، به لاتین: Alaša ayimaɣ)(به چینی: 阿拉善盟، به پین‌یین: Ālāshàn Méng) یک واحد تقسیماتی در جمهوری خلق چین است که در مغولستان داخلی واقع شده‌است.

## خصوصیات
آیماق آلشا ۲۳۱٬۳۳۴ نفر جمعیت دارد.

## تقسیمات اداری
آیماق آلشا به سه لواء زیر تقسیم شده است:
- لواء چپ آلشا
- لواء راست آلشا
- لواء ایجین